# Железнодорожный транспорт в Монголии
Железнодорожный транспорт в Монголии — один из видов транспорта в Монголии. Железнодорожным транспортом в 1990 году выполнялось 75 % грузоперевозок в стране.

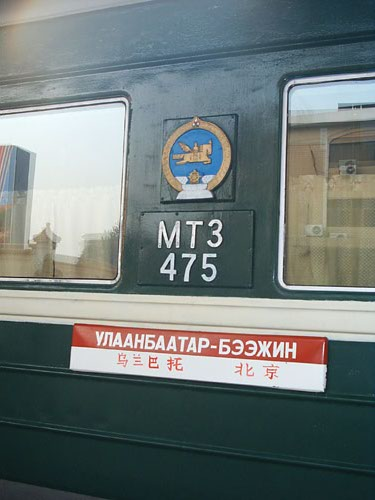
Пассажирский вагон с символикой железных дорог Монголии

## Характеристика
Железнодорожная сеть Монголии не электрифицирована, состоит из трех изолированных друг от друга линий, с отходящими от них ветвями.
- Крупнейшая железная дорога Монголии — Трансмонгольская железная дорога соединяет города Сухэ-Батор, Улан-Батор и Замын-Уудэ. От неё отходят ветви Дархан — Шарынгол, Салхит — Эрдэнэт, Налайх — Хонгор, Сайншанд — Зуунбаян — Ханги. Ширина колеи — 1520 мм. Её протяжённость без ответвлений 1108 км[1].
- Вторая линия от станции Соловьёвск (Борзинское отделение Забайкальской железной дороги) — Чулуунхороот[2] — Чингисийн-Далан — Баянтумэн. От станции Чингисийн-Далан отходит ветвь к станции Мардай. Ширина колеи — 1520 мм. Линия имеет длину 237 км[1]. В подвижном составе — пассажирские и грузовые вагоны производства заводов СССР, ГДР, России и Китая, локомотивный парк составляют тепловозы 2М62, 2ZAGAL (модернизированные 2М62), 2ТЭ116, CKD4B, C36-7i.
- Третья линия Таван Толгой — Гашуунсухайт с шириной колеи — 1520 мм. Железная дорога Таван Толгой — Гашуунсухайт — это магистраль длиной 233,6 километра от месторождения Таван Толгой до погранперехода Гашуунсухайт с Китаем, на дороге — две станции и шесть переездов[3][4].

## История
Железные дороги в Монголии появились в 1938 году. Тогда было открыто движение по узкоколейной линии длиной 42 км, соединившей Улан-Батор и Налайх, эта линия с шириной колеи 750 мм служила для перевозки угля в столицу Монголии. На дороге использовались паровозы серий 157, 159 и ВП1.
В 1939 году была введена в строй линия с шириной колеи 1524 мм соединившая город Чойбалсан с границей СССР (станция Соловьёвск, туда в свою очередь протянули в 1938 году линию от станции Борзя). Линия имеет длину 237 км.
В 1955 году с помощью Советского Союза Монголия построила и ввела в эксплуатацию Трансмонгольскую железную дорогу протяженностью 1108 км, соединившую ее с СССР и Китаем.

## Настоящее
В 2009 году с помощью российских железнодорожников был произведён подъёмочный ремонт 109 километров пути на участке Мандал — Давааны Улан-Баторской железной дороги. Уложен бесстыковой путь, увеличена допустимая скорость движения.
В 2014 году в столице Монголии Улан-Баторе на основе существующей железнодорожной инфраструктуры Трансмонгольской железной дороги, проходящей в черте города, создана Улан-Баторская городская железная дорога.
С 2017 года Уланбаторская железная дорога эксплуатирует грузовые магистральные двухсекционные тепловозы 2ТЭ25КМ, произведенные на Брянском машиностроительном заводе (АО "УК «БМЗ»).
В 2019 году российским ОАО «Элтеза» завершён проект по оснащению Трансмонгольской железной дороги от станции Хойт (граница с РФ) до станции Замын-Ууд (граница с КНР) системой интервального регулирования движением поездов на базе радиоблокировки по стандарту ERTMS.
В 2022 году введена в эксплуатацию линия длиной 234 км, соединившая угольное месторождение Таван Толгой со станцией Гашуунсухайт на китайской границе. В ноябре того же года введена в эксплуатацию железная дорога Зуунбаян — Ханги протяженностью 226,9 км.